# Mezinárodní pěší prapor Masaryk

Vlajka interbrigád

Mezinárodní pěší prapor Masaryk (španělsky Batallón Internacional de Infantería Masaryk, zkráceně též Batallón Masaryk) byla vojenská pěší jednotka tzv. Interbrigád složená z dobrovolníků bojujících v řadách Španělské republikánské armády ve Španělské občanské válce, tvořená většinově československými občany. Pojmenována byla pojmenována byla po prvním prezidentovi ČSR Tomáši Garrigue Masarykovi.

## Historie

### Vznik
Ke vzniku praporu došlo v prosinci 1937 v Albacete, centrální základna a výcvikový tábor mezinárodních brigád. Prapor se stal součástí 129. mezinárodní brigády, jakožto druhý převážně československý pěší prapor, po praporu Dimitrov, za účelem včlenění nových dobrovolníků, kteří do Španělska z Československa přicestovali. Prvním velitelem praporu Masaryk byl Fritz Johne.

### Nasazení
Jednotka pak v březnu 1938 zasáhla do bojů na aragonské frontě, posléze se pak její jedna část přesunula na severní bojovou frontu, druhá pak k bojům u Valencie. Severní skupina byla posléze včleněna do tzv. Batallon Divisionario, který se účastnil následných bojů na řece Ebro. Právě včleněním příslušníků praporu do jiných jednotek pak jednotka v září 1938 zanikla.

### Po válce
Po skončení války ve Španělsku uprchla řada interbrigadistů do blízké Francie, kde byli následně francouzskou vládou, jakožto příslušníci cizích států bojující v jiné, než domovské zemi, vězněni v internačních táborech. Perzekuci čelili jejich příslušníci také po návratu do Protektorátu Čechy a Morava, vytvořeného okupací Československa Nacistickým Německem (spojencem frankistického Španělska). 
Zástava praporu je uložena v depozitáři českého Vojenského historického ústavu Praha.